# San Pablo de la Cruz en Corviale (título cardenalicio)
San Pablo de la Cruz en Corviale es un título cardenalicio de la Iglesia católica. Fue instituido por el papa Juan Pablo II en 1985.

## Titulares
- Louis-Albert Vachon (25 de mayo de 1985 - 29 de septiembre de 2006)
- Oswald Gracias (24 de noviembre de 2007)